# Clematis heynei
Clematis heynei är en ranunkelväxtart som beskrevs av M.A. Rau. Clematis heynei ingår i släktet klematisar, och familjen ranunkelväxter. Inga underarter finns listade i Catalogue of Life.